# Interpolation multivariée
Pour un article plus général, voir Interpolation numérique.
En analyse numérique, l'interpolation multivariée ou l'interpolation spatiale désigne l'interpolation numérique de fonctions de plus d'une variable.
Le problème est similaire à celui de l'interpolation polynomiale sur un intervalle réel : on connait les valeurs d'une fonction à interpoler aux points {\displaystyle (x_{i},y_{i},z_{i},\dots )} et l'objectif consiste à évaluer la valeur de la fonction en des points {\displaystyle (x,y,z,\dots )}.
L'interpolation multivariée est notamment utilisée en géostatistique, où elle est utilisée pour reconstruire les valeurs d'une variable régionalisée sur un domaine à partir d'échantillons connus en un nombre limité de points. Par exemple en météorologie, il s'agit de l'estimation de valeurs intermédiaires inconnues à partir de valeurs discrètes connues d'une variable dépendante, comme la température, sur une carte météorologique. 

## Grille régulière

Pour des fonctions connues sur une grille régulière (avec des intervalles prédéterminés, non nécessairement équidistants), les méthodes suivantes sont applicables.

### Toute dimension
- Interpolation au plus proche voisin

### 2 dimensions
- Interpolation de Barnes
- Interpolation bilinéaire
- Interpolation bicubique
- Surface de Bézier
- Ré-échantillonange de Lanczos
- Triangulation de Delaunay
- Pondération inverse à la distance
- Krigeage
- Interpolation par voisins naturels
- Interpolation par splines

Le redimensionnement d'image est l'application de l'interpolation dans le traitement d'images.
Trois méthodes sont ici appliquées sur un ensemble de 4x4 points.

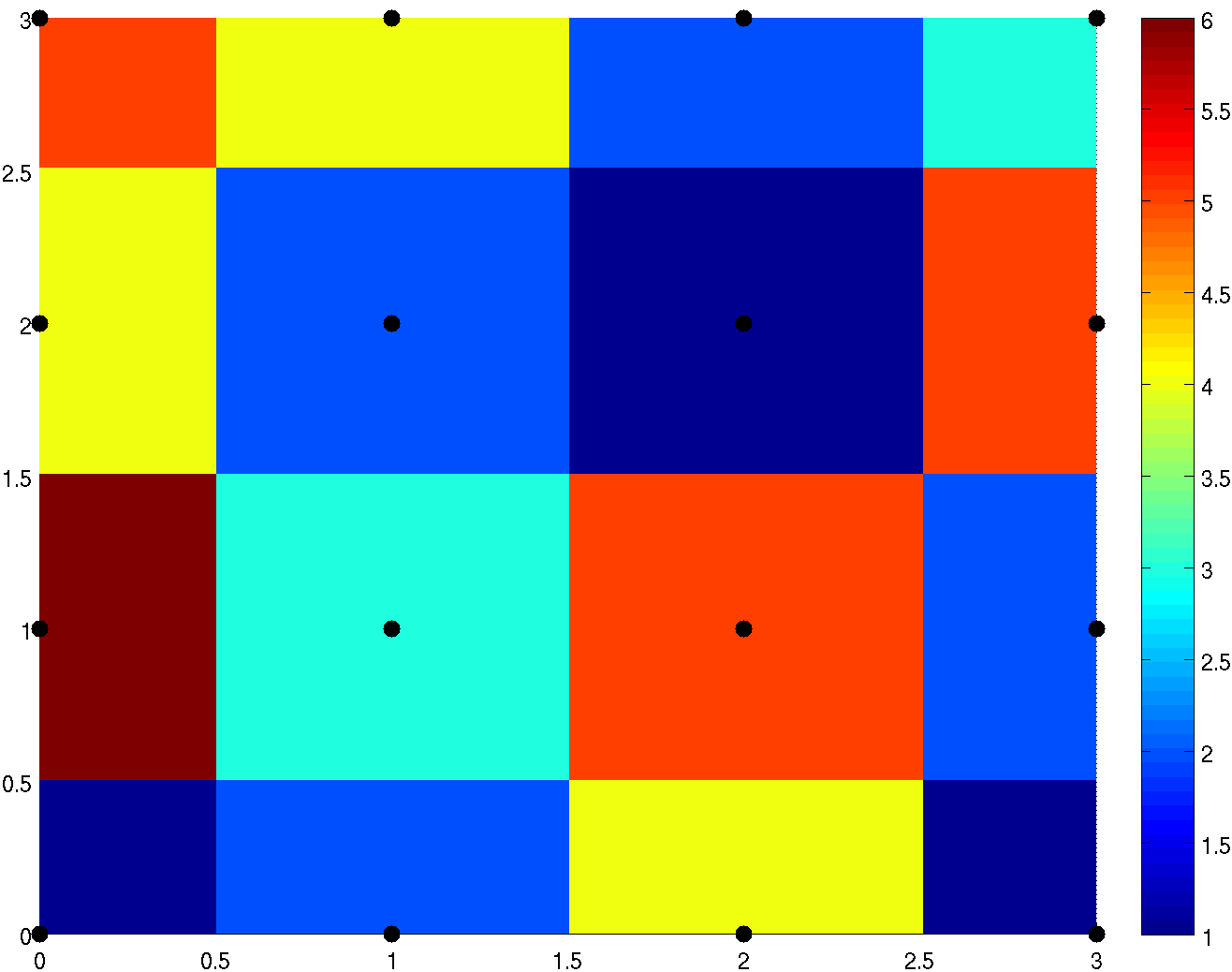
Par proche voisin
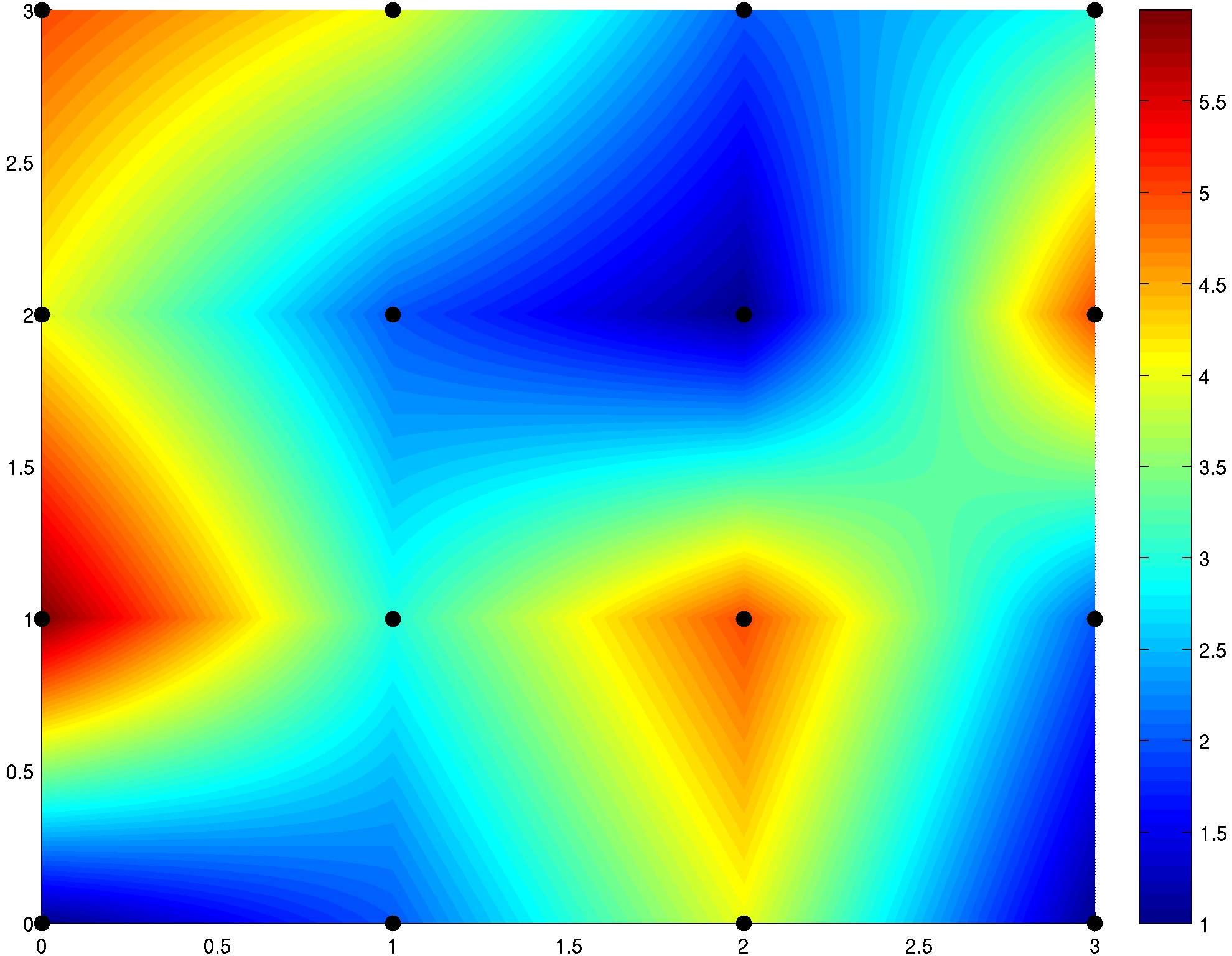
Bilinéaire
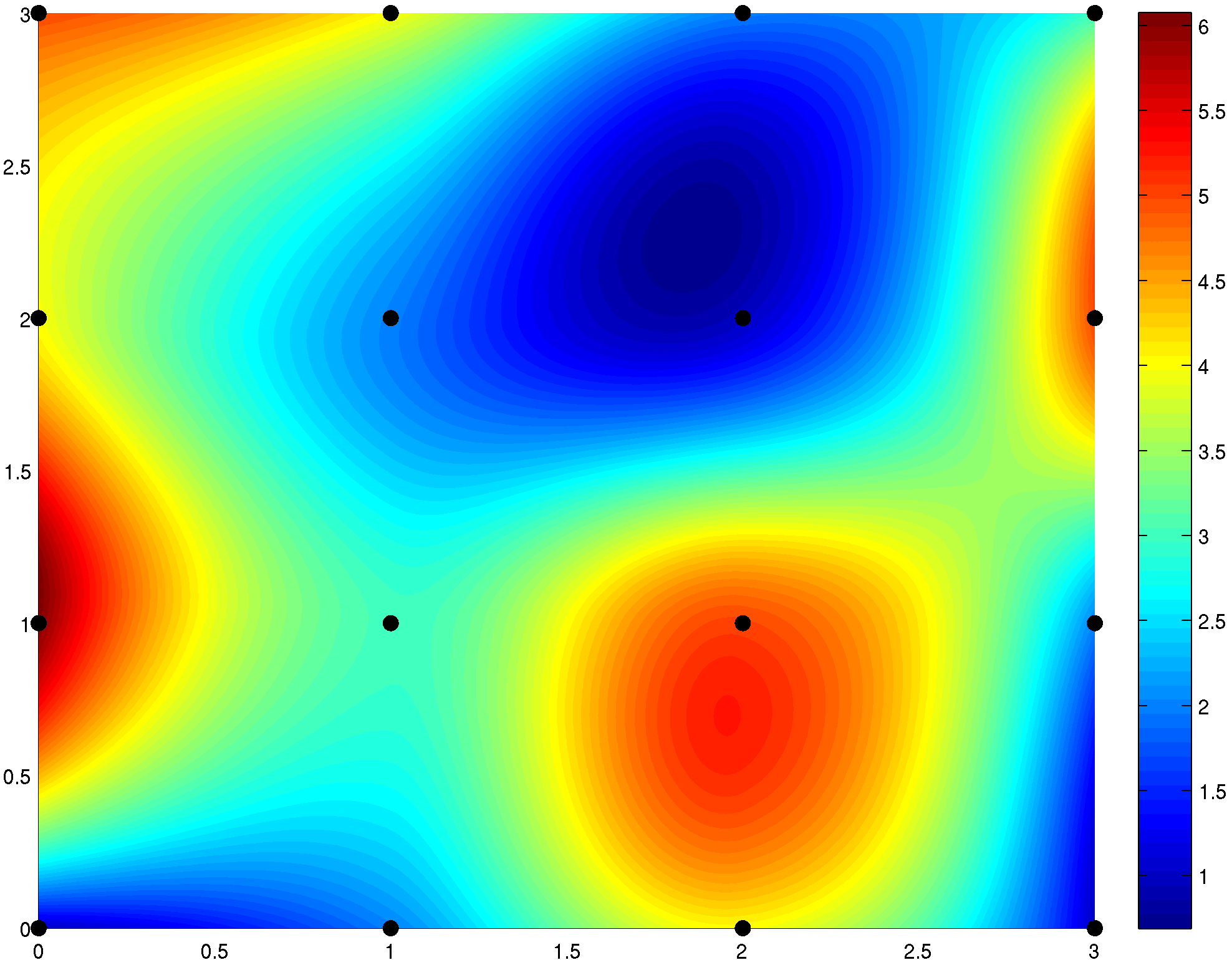
Bicubique

Voir aussi les points de Padua pour l'interpolation polynomiale de deux variables.

### 3 dimensions
- Interpolation trilinéaire
- Interpolation tricubique

### Produit tensoriel en dimensionN
Les splines de Catmull-Rom peuvent être facilement généralisées en dimension quelconque.
Les splines cubiques d'Hermite donnent {\displaystyle \mathrm {CINT} _{x}(f_{-1},f_{0},f_{1},f_{2})=\mathbf {b} (x)\cdot \left(f_{-1}f_{0}f_{1}f_{2}\right)} pour un 4-vecteur {\displaystyle \mathbf {b} (x)} donné, qui est donc une fonction de x, où {\displaystyle f_{j}} est la valeur en {\displaystyle j} de la fonction à interpoler.
En réécrivant cette approximation sous la forme
{\displaystyle \mathrm {CR} (x)=\sum _{i=-1}^{2}f_{i}b_{i}(x)}
cette formule peut être généralisée en dimension N
{\displaystyle \mathrm {CR} (x_{1},\dots ,x_{N})=\sum _{i_{1},\dots ,i_{N}=-1}^{2}f_{i_{1}\dots i_{N}}\prod _{j=1}^{N}b_{i_{j}}(x_{j})}
On remarque que des généralisations similaires peuvent être faites pour d'autres types d'interpolation par splines, dont les splines d'Hermite.
En termes d'efficacité, la formule générale peut en effet être calculée comme une composition successive d'opérations de type CINT pour tout type de produit tensoriel de splines, comme dans le cas de l'interpolation tricubique.
Cependant, il demeure que s'il y a n termes dans le terme en CR de la somme en dimension 1, il y aura alors nN termes dans la somme en dimension N.

## Grille irrégulière (données éparses)
Les méthodes définies pour des données éparses sur une grille irrégulière peuvent être appliquées sur une grille régulière, ce qui permet de revenir à un cas connu.
- Interpolation au plus proche voisin
- Interpolation par voisins naturels sur un réseau irrégulier triangulé
- Interpolation linéaire sur réseau irrégulier triangulé (une forme de fonctions linéaires par morceaux)
- Pondération inverse à la distance
- Krigeage
- Interpolation par fonction de base radiale
- Spline en plaque mince
- Spline polyharmonique (la spline en plaque mince en est un cas particulier)
- Spline par moindres carrés

## Utilisations
Interpolation et un lissage à deux dimensions
- En météorologie, l'analyse d'une carte météorologique ;
- En cartographie, une carte du niveau du terrain.